# Burmistrzowie Szydłowca

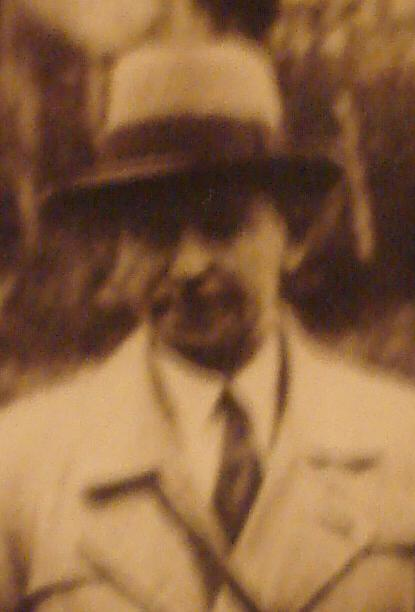
Stefan Hebdzyński, burmistrz w 1921–1932

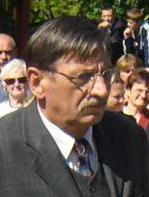
Włodzimierz Kurzępa, burmistrz w 1990–1994 i 1998–2001

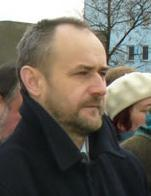
Krzysztof Łękawski, burmistrz w 2001–2002

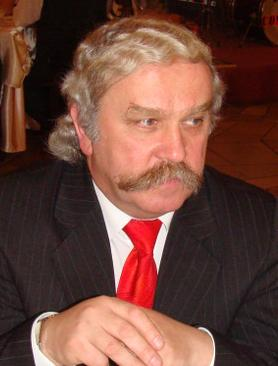
Andrzej Jarzyński, burmistrz w 2002–2014

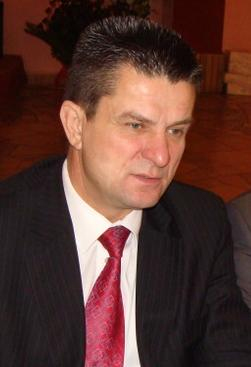
Włodzimierz Górlicki, wiceburmistrz w 2000–2001

Burmistrz Szydłowca (t. pot.: Burmistrz Miasta Szydłowiec) – organ władzy wykonawczej samorządu gminy miejsko-wiejskiej Szydłowiec.

## Wójtowie
- 1601–1610: Tomasz Noworek[2]
- 1610–1612: Jan Piwonia
- 1612–1623: Albrecht Fodyga
- 1623–1629: Albert Rasik
- 1629–1631: Marcin Piotrowicz
- 1631–1643: Tomasz Regius
- 1643–1649: Stanisław Młodnicki
- 1649–1670: Adam Rogolski
- 1670–1686: Marcin Gładwin
- 1686–1712: Józef Przytuła
- 1712–1728: Józef Długosz[2]
- 1728–1756: Marcin Zapalski

## Burmistrzowie (1756–1810)
| L.p. | Okres        | Okres        | Burmistrz                       | Ława Miejska | Ława Miejska | Ława Miejska                         |
| L.p. | Od           | Do           | Burmistrz                       | Urząd        | Okres        | Ławnik                               |
| ---- | ------------ | ------------ | ------------------------------- | ------------ | ------------ | ------------------------------------ |
| 1.   | 1756         | 1762         | Antoni Wojtyński (?–?)          |              |              |                                      |
| 2.   | 1762         | 1782         | Walenty Korczakowicz (?–?)      |              |              |                                      |
| 3.   | 1782         | 1818         | Marcin Rzeszkowski (?–?)        |              |              |                                      |
| 4.   | 1818         | 1826         | Antoni Tomasz Sadowski (1798–?) | mierniczy    | 1818–1826    | Szymon Tadeusz Badowski, (1795–1846) |
| 5.   | 1826         | 1835         | Piotr Skoruchowski (1769–1846)  |              |              |                                      |
| 6.   | 1835         | 21 maja 1836 | Jan Zatoński (1804–1836)        |              |              |                                      |
| 7.   | 21 maja 1836 | 1842         | Teodor Bacciarelli (1796–1884)  |              |              |                                      |

## Burmistrzowie (okres Magistratu Miasta 1842–1915)
| L.p. | Okres | Okres | Burmistrz                                           | Komisja Miejska | Komisja Miejska | Komisja Miejska                              |
| L.p. | Od    | Do    | Burmistrz                                           | Urząd           | Okres           | Ławnik                                       |
| ---- | ----- | ----- | --------------------------------------------------- | --------------- | --------------- | -------------------------------------------- |
| 8.   | 1842  | 1846  | Antoni Zieliński(?–?)                               |                 |                 |                                              |
| 9.   | 1846  | 1849  | Franciszek Czachowski(?–?)                          |                 |                 |                                              |
| 10.  | 1849  | 1861  | Józef Bukowski(?–?)                                 |                 |                 |                                              |
| 11.  | 1861  | 1873  | Bolesław Samczyński(?–?)                            |                 |                 |                                              |
| 12.  | 1873  | 1874  | Witalis Zieliński(?–?)                              |                 |                 |                                              |
| 13.  | 1874  | 1876  | Mikołaj Sumerkow(?–?)                               |                 |                 |                                              |
| 14.  | 1876  | 1889  | Henryk Nowicki(?–?)                                 |                 |                 |                                              |
| 15.  | 1889  | 1891  | Witold Marwin(?–?)                                  |                 |                 |                                              |
| 16.  | 1891  | 1896  | Leon Kucharski(?–?)                                 |                 |                 |                                              |
| 17.  | 1896  | 1897  | Emilian Czarnecki(?–?)                              |                 |                 |                                              |
| 18.  | 1897  | 1902  | Dominik Dereń(?–?)                                  |                 |                 |                                              |
| 19.  | 1902  | 1903  | Adam Pikulski(?–?)                                  |                 |                 |                                              |
| 20.  | 1903  | 1907  | Bonawentura Michał Niezgodziński(1858–1940)         |                 |                 |                                              |
| 21.  | 1907  | 1908  | Eugeniusz Szlichciński(?–?)                         |                 |                 |                                              |
| 20.  | 1908  | 1912  | Bonawentura Michał Niezgodziński(1858–1940)ponownie |                 |                 |                                              |
| 21.  | 1912  | 1916  | Piotr Mikołaj Sasin(1853–1919)                      | sekretarz       | 1912–1916       | Edward Ziółkowski (1875–1952)                |
| 21.  | 1912  | 1916  | Piotr Mikołaj Sasin(1853–1919)                      | kasjer          | 1912–1916       | Franciszek Wawrzyniec Saramowicz (1878–1959) |

## Okupacja austro-węgierska (1916–1918)
- Pierożek (komisarz miasta w 1916)
- Czesław Leon Antecki (komisarz miasta przyp. w 1917)

## Burmistrzowie (okres nowoczesny 1918–1950)
| Burmistrz | Burmistrz        | Burmistrz        | Burmistrz                                                            | Burmistrz | Wiceburmistrz    | Wiceburmistrz    | Wiceburmistrz                                              | Wiceburmistrz |
| #         | Od               | Do               | Imiona i nazwisko                                                    | Dni       | Od               | Do               | Imiona i nazwisko                                          | Dni           |
| --------- | ---------------- | ---------------- | -------------------------------------------------------------------- | --------- | ---------------- | ---------------- | ---------------------------------------------------------- | ------------- |
| 22.       | 2 listopada 1918 | 30 stycznia 1919 | Franciszek Wawrzyniec Saramowicz (1878–1959) PPS                     | 89        | 2 listopada 1918 | 30 stycznia 1919 | Piotr Mikołaj Sasin (1853–1919) PPS                        | 89            |
| 23.       | 30 stycznia 1919 | 29 stycznia 1920 | Czesław Leon Antecki (1880–1923)                                     | 364       | 30 stycznia 1919 | 29 stycznia 1920 | Edward Ziółkowski (1875–1952) ChD                          | 364           |
| –         | 29 stycznia 1920 | 1920             | Edward Ziółkowski (1875–1952) ChD p.o. Burmistrza                    |           | 29 stycznia 1920 | 1920             | Stanisław Podkowiński (1860–1928) PPS sekretarz Zarządu    |               |
| 24.       | 1920             | 8 stycznia 1922  | Andrzej Klepaczewski (1881–1963) bezpartyjny                         |           | 1920             | 6 kwietnia 1922  | Leon Piotr Podkowiński (1889–1971) PPS                     |               |
| 23.       | 8 stycznia 1922  | 6 kwietnia 1922  | Czesław Leon Antecki (1880–1923) p.o. Burmistrza (ponownie)          | 88        | 1920             | 6 kwietnia 1922  | Leon Piotr Podkowiński (1889–1971) PPS                     |               |
| 25.       | 6 kwietnia 1922  | 1929             | Leon Lisowicz (1892–?) PSL „Piast”                                   |           | 6 kwietnia 1922  | 1929             | Józef Mikołaj Piekarski (1858–1930) PSL „Wyzwolenie”       |               |
| –         | 1929             | 1929             | Józef Mikołaj Piekarski (1858–1930) PSL „Wyzwolenie” p.o. Burmistrza |           |                  |                  |                                                            |               |
| 26.       | 1929             | 1932             | Stefan Rajmund Hebdzyński (1894–?) SPN                               |           |                  |                  | Edward Ziółkowski (1875–1952) ChD                          |               |
| –         | 1932             | 1932             | Edward Ziółkowski (1875–1952) ChD p.o. Burmistrza (ponownie)         |           |                  |                  |                                                            |               |
| 27.       | 1932             | 1932             | Zygmunt Wojczulanis (?–?) BBWR                                       |           |                  |                  | Edward Ziółkowski (1875–1952) ChD                          |               |
| –         | 1932             | 1935             | Edward Ziółkowski (1875–1952) ChD p.o. Burmistrza (po raz trzeci)    |           |                  |                  |                                                            |               |
| 28.       | 1935             | 2 września 1939  | Romuald Jan Mrowiński (?–?) OZN                                      |           | 1935             | 2 września 1939  | Wincenty Szeloch (1892–1947) PPS                           |               |
| 29.       | 2 września 1939  | 11 maja 1947     | Wincenty Szeloch (1892–1947) PPS p.o. Burmistrza (do 1945)           | 2808      | 2 września 1939  | 16 stycznia 1945 | Leon Piotr Podkowiński (1889–1971) PPS p.o. wiceburmistrza | 1963          |
| 29.       | 2 września 1939  | 11 maja 1947     | Wincenty Szeloch (1892–1947) PPS p.o. Burmistrza (do 1945)           | 2808      | 16 stycznia 1945 | 11 maja 1947     | Jan Siekiera (?–?) PPR p.o. wiceburmistrza                 | 845           |
| –         | 11 maja 1947     | 1947             | Jan Siekiera (?–?) PPR p.o. Burmistrza                               |           | 11 maja 1947     | 1947             | Stanisław Górlicki (1926–1986) SL p.o. wiceburmistrza      |               |
| 30.       | 1947             | 1950             | Stanisław Górlicki (1926–1986) ZSL                                   |           |                  |                  | Tytus Skrzyński                                            |               |
| 31.       | 1950             | 13 kwietnia 1950 | Leon Sasin (1891–1981) PZPR                                          |           |                  |                  |                                                            |               |

## Prezydium Miejskiej Rady Narodowej (1950–1973)
| Przewodniczący | Przewodniczący   | Przewodniczący  | Przewodniczący                       | Przewodniczący | Członkowie            | Członkowie          | Członkowie       | Członkowie                         | Członkowie |
| #              | Od               | Do              | Imiona i nazwisko                    | Dni            | Funkcje               | Od                  | Do               | Imiona i nazwisko                  | Dni        |
| -------------- | ---------------- | --------------- | ------------------------------------ | -------------- | --------------------- | ------------------- | ---------------- | ---------------------------------- | ---------- |
| 1.             | 13 kwietnia 1950 | 31 grudnia 1956 | Leon Sasin (1891–1981) PZPR          | 2454           | I wiceprzewodniczący  | 13 kwietnia 1950    | 30 września 1954 | Stanisław Górlicki (1926–1986) ZSL | 1614       |
| 1.             | 13 kwietnia 1950 | 31 grudnia 1956 | Leon Sasin (1891–1981) PZPR          | 2454           | I wiceprzewodniczący  | 1 października 1954 |                  |                                    |            |
| 1.             | 13 kwietnia 1950 | 31 grudnia 1956 | Leon Sasin (1891–1981) PZPR          | 2454           | II wiceprzewodniczący |                     |                  |                                    |            |
| 1.             | 13 kwietnia 1950 | 31 grudnia 1956 | Leon Sasin (1891–1981) PZPR          | 2454           | sekretarz             |                     |                  | Tytus Skrzyński                    |            |
| 2.             | 1 stycznia 1957  | 1964            |                                      |                |                       |                     |                  |                                    |            |
|                | 1964             | 31 grudnia 1972 | Władysław Jachowski (1906–1974) PZPR |                |                       |                     |                  |                                    |            |

## Naczelnicy Miasta i Gminy (1973–1990)
| Naczelnicy | Naczelnicy      | Naczelnicy      | Naczelnicy                          | Naczelnicy | Zastępcy        | Zastępcy        | Zastępcy                           | Zastępcy |
| #          | Od              | Do              | Imiona i nazwisko                   | Dni        | Od              | Do              | Imiona i nazwisko                  | Dni      |
| ---------- | --------------- | --------------- | ----------------------------------- | ---------- | --------------- | --------------- | ---------------------------------- | -------- |
| 1.         | 1 stycznia 1973 | 31 grudnia 1976 | Adam Zimnicki (1932–2008) ZSL       | 1460       | 1 stycznia 1973 | 31 maja 1975    |                                    | 880      |
| 1.         | 1 stycznia 1973 | 31 grudnia 1976 | Adam Zimnicki (1932–2008) ZSL       | 1460       | 1 czerwca 1975  | 31 grudnia 1979 | Stanisław Górlicki (1926–1986) ZSL | 1674     |
| 2.         | 1 stycznia 1977 | 31 grudnia 1979 | Stefan Zimniak (1938–1996) PZPR     | 1094       | 1 czerwca 1975  | 31 grudnia 1979 | Stanisław Górlicki (1926–1986) ZSL | 1674     |
| 3.         | 1 stycznia 1980 | 13 grudnia 1981 | Nikodem Dentkowski (1938–1998) PZPR | 712        | 1 stycznia 1980 | 31 marca 1990   | Stanisław Dworak (1938–2008) PZPR  | 3742     |
| 4.         | 13 grudnia 1981 | 1 grudnia 1989  | Aleksy Gozdecki (1942–1997) PZPR    | 2910       | 1 stycznia 1980 | 31 marca 1990   | Stanisław Dworak (1938–2008) PZPR  | 3742     |
| 5.         | 2 grudnia 1989  | 31 marca 1990   | Jerzy Gajewski (ur. ?) PZPR         | 120        | 1 stycznia 1980 | 31 marca 1990   | Stanisław Dworak (1938–2008) PZPR  | 3742     |

## Burmistrzowie (od 1990)
| Burmistrz | Burmistrz         | Burmistrz         | Burmistrz                                                | Burmistrz | Zastępca             | Zastępca             | Zastępca                                                                      | Zastępca |
| #         | Od                | Do                | Imiona i nazwisko                                        | Dni       | Od                   | Do                   | Imiona i nazwisko                                                             | Dni      |
| --------- | ----------------- | ----------------- | -------------------------------------------------------- | --------- | -------------------- | -------------------- | ----------------------------------------------------------------------------- | -------- |
| –         | 1 kwietnia 1990   | 6 kwietnia 1990   | Jerzy Gajewski p.o. Burmistrza PUS                       | 5         | 1 kwietnia 1990      | 6 kwietnia 1990      | Stanisław Dworak (1938–2008) p.o. Zastępcy Burmistrza PUS                     | 5        |
| 32.       | 6 kwietnia 1990   | 16 sierpnia 1994  | Włodzimierz Henryk Kurzępa (ur. 1951) UW                 | 1593      | 6 kwietnia 1990      | 26 października 1990 | Marian Kazimierz Siembiot (ur. 1936) I Zastępca Burmistrza Więź Szydłowiecka  | 203      |
| 32.       | 6 kwietnia 1990   | 16 sierpnia 1994  | Włodzimierz Henryk Kurzępa (ur. 1951) UW                 | 1593      | 6 kwietnia 1990      | 26 października 1990 | Jerzy Gajewski II Zastępca Burmistrza SdRP                                    | 203      |
| 32.       | 6 kwietnia 1990   | 16 sierpnia 1994  | Włodzimierz Henryk Kurzępa (ur. 1951) UW                 | 1593      | 26 października 1990 | 16 sierpnia 1994     | Gustaw Szmit Więź Szydłowiecka                                                | 1390     |
| 33.       | 16 sierpnia 1994  | 12 listopada 1998 | Roman Środa (1947–2022) UP                               | 1549      | 16 sierpnia 1994     | 12 listopada 1998    | Ryszard Skuza (1944–2000) UP                                                  | 1990     |
| 32.       | 12 listopada 1998 | 24 maja 2001      | Włodzimierz Henryk Kurzępa (ur. 1951) UW ponownie        | 924       | 12 listopada 1998    | 27 stycznia 2000     | Ryszard Skuza (1944–2000) UP                                                  | 1990     |
| 32.       | 12 listopada 1998 | 24 maja 2001      | Włodzimierz Henryk Kurzępa (ur. 1951) UW ponownie        | 924       | 27 stycznia 2000     | 24 maja 2001         | Włodzimierz Górlicki (ur. 1955) UW                                            | 483      |
| 34.       | 24 maja 2001      | 18 listopada 2002 | Krzysztof Józef Łękawski (ur. 1959) PiS                  | 543       | 24 maja 2001         | 18 listopada 2002    | Waldemar Serdak Samoobrona RP                                                 | 543      |
| 35.       | 18 listopada 2002 | 9 grudnia 2014    | Andrzej Stanisław Jarzyński (ur. 1953) PSL trzy kadencje | 4404      | 18 listopada 2002    | 9 grudnia 2014       | Krzysztof Piotr Ziółkowski (ur. 1955) Wspólnota Ziemi Szydłowieckiej          | 4404     |
| 36.       | 9 grudnia 2014    | nadal             | Artur Ludew (ur. 1974) PSL dwie kadencje                 | 3762      | 9 grudnia 2014       | 31 stycznia 2015     | Michał Narcyz Kwiatek (ur. 1987) Asystent Burmistrza Porozumienie Gospodarcze | 365      |
| 36.       | 9 grudnia 2014    | nadal             | Artur Ludew (ur. 1974) PSL dwie kadencje                 | 3762      | 1 lutego 2015        | 31 sierpnia 2016     | Edward Borek (ur. 1950) PSL                                                   | 577      |
| 36.       | 9 grudnia 2014    | nadal             | Artur Ludew (ur. 1974) PSL dwie kadencje                 | 3762      | 1 września 2016      | 17 marca 2019        | Dorota Kubiś (ur. 1967) Sekretarz Gminy                                       | 927      |
| 36.       | 9 grudnia 2014    | nadal             | Artur Ludew (ur. 1974) PSL dwie kadencje                 | 3762      | 18 marca 2019        | nadal                | Aneta Bogumiła Furmańska (ur. 1974) bezpartyjna                               | 2202     |